# کافی جانکشن (آلاباما)
کافی جانکشن (به انگلیسی: Caffee Junction) یک منطقهٔ مسکونی در ایالات متحده آمریکا است که در شهرستان تاسکالوسا، آلاباما واقع شده‌است. کافی جانکشن ۱۹۹٫۰۴ متر بالاتر از سطح دریا قرار دارد.